# EYE電影博物館

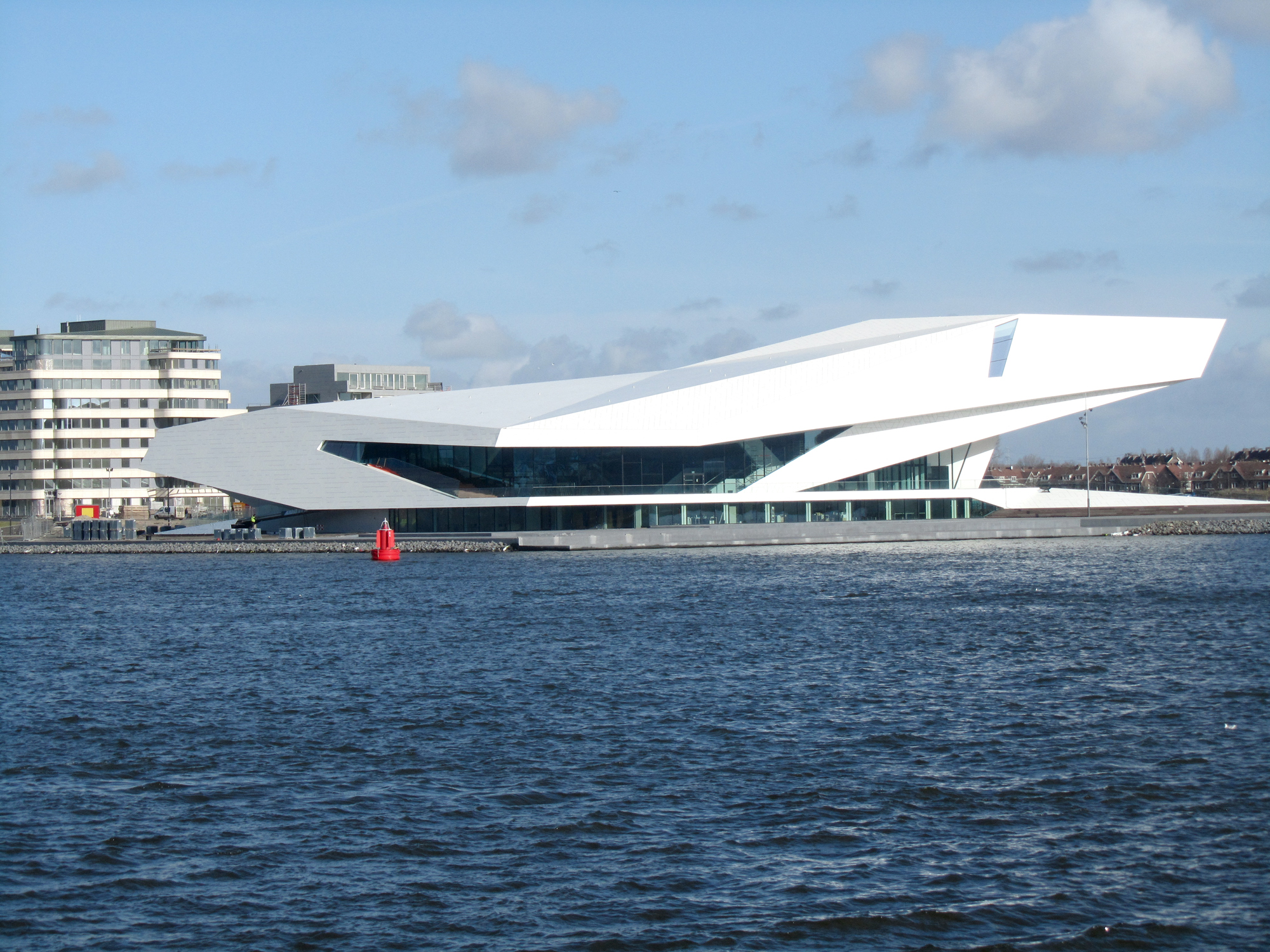

EYE電影博物館（Eye Filmmuseum）是荷蘭阿姆斯特丹的電影檔案館和博物館，位于奧弗霍克斯 (Overhoeks) 附近，收藏展示荷蘭及其他國家了電影。博物館收藏了37,000部電影，60,000份海報，700,000張照片以及20,000本書籍。

## 历史
博物館收藏的最早的資料的歷史可追溯至1895年。EYE電影博物館的前身是成立於1952年的電影博物館。

## 外部連結
- 官方网站